# Declaração Conjunta Soviética-Japonesa de 1956
A União Soviética não assinou o Tratado de Paz com o Japão em 1951. Em 19 de outubro de 1956, o Japão e a União Soviética assinaram uma Declaração Conjunta prevendo o fim do estado de guerra e a restauração das relações diplomáticas entre os dois países. Eles também concordaram em continuar as negociações para um tratado de paz. Além disso, a União Soviética se comprometeu a apoiar o Japão como membro da ONU e a renunciar a todos os direitos da Segunda Guerra Mundial. pedidos de reparação. A declaração conjunta foi acompanhada por um protocolo comercial, que concedeu o status de nação mais favorecida recíproca e previa o desenvolvimento do comércio. O Japão obteve poucos ganhos aparentes com a normalização das relações diplomáticas. A segunda metade da década de 1950 viu um aumento nos intercâmbios culturais.